# Casper Ulrich Mortensen
Casper Ulrich Mortensen, född 14 december 1989 i Köpenhamn, är en dansk handbollsspelare (vänstersexa).

## Klubbar
- Frederiksberg IF
- FC Köpenhamn (–2007)
- Ajax Heroes (2007–2009)
- Fredericia HK (2009–2011)
- Viborg HK (2011–2012)
- Bjerringbro-Silkeborg (2012–2014)
- SønderjyskE Håndbold (2014–2015)
- HSV Hamburg (2015–2016)
- TSV Hannover-Burgdorf (2016–2018)
- FC Barcelona (2018–2021)
- HSV Hamburg (2021–)